# Gunnar Grundmann
Gunnar Grundmann (* 1. November 1973 in Dresden) ist ein ehemaliger deutscher Fußballtorwart.

## Karriere
Grundmann stand 1995 bis 1997 im Zweitligakader des VfB Leipzig und absolvierte in dieser Zeit sieben Spiele in der 2. Liga. Auch nach dem Abstieg der Leipziger in die Regionalliga Nordost blieb Grundmann im Verein und war ab 1998 Stammtorhüter. 2000 stieg er mit seinem Club in die Oberliga Nordost ab. 2003 wechselte er zum Ligakonkurrenten FV Dresden 06 und zwei Jahre später zur zweiten Mannschaft von Dynamo Dresden.
Seit seinem Karriereende 2007 arbeitete Grundmann u. a. bei Dynamo Dresden als Torwart- und Jugendtrainer. Von 2011 bis 2013 war er Nachwuchskoordinator bei Blau-Weiß Stahl Freital. Zusammen mit den ehemaligen Dynamo-Spielern Dirk Oberritter und Rico Clemens hat Grundmann 2014 den Sportartikelhersteller Geco-Sportswear gegründet.